# Ballay Valér Ferdinánd
Ballay Valér Ferdinánd, Bally Valér Nándor (Pécs, 1802. október 6. – Pannonhalma, 1885. május 8.) Benedek rendi pap, főapáthelyettes.

## Élete
1817. október 25-én lépett a szerzetbe és 1826. március 27-én szentelték fel. Jedlik Ányos novíciustársa volt. 1828–1831 között a pannonhalmi apátság intézetében tanította a teológiát; 1831–1836 között a komáromi, 1836–1845 közt a soproni gimnáziumban tanított. 1845–1847 közt a kajári plébánia kormányzója volt; 1847–1848-ban az egyházjogot, 1848–1858 közt a hittant tanította Pannonhalmán; 1858–1859-ben győri sprirituális, 1859–1862 között lambachi könyvtáros, 1862–1866 közt a győri püspök könyvtárnoka, 1866–1870 között pannonhalmi levéltáros, azontúl ugyanott mint főapáthelyettes működött.

## Munkái
- Gyászvers melylyel… ft. Kovács Tamás urnak, főapátjának elhunytát kesergé. Győr, 1841
- Tabulae Memoriales. 1876

Írt egyházi himnuszt Szent László királyról és nyolc latin alkalmi ódát.
Magyar és latin verseit s hittani értekezéseit, melyek kéziratban maradtak, felsorolják a Script. Ord. S. Benedicti.